# Минобацач М74
М74 је лаки минобацач конструисан и произведен у бившој СФРЈ. Представља оруђе друге генерације и усавршен модел претходног минобацача М52. Са минобацачем М75 служи као ватрена подршка пешадије у дејству на земаљске циљеве, непријатељску живу силу, лако оклопљене мете, утврђења и запрека (жичаних препрека и минских поља) као и за осветљавање терена у условима смањене видљивости.
Минобацач М74 се може користити и за дејство по моторизованим јединицама ради одвајања и уништења пешадије од борбених возила као и за задимљавање терена. Основна разлика између М74 и М75 је у склопу и конструкцији појединих делова. Разликују се у пречницима цеви и самом постољу (лафету).